# Neustria
Neustria a fost un stat care a apărut în 511, format din teritoriile din Aquitania până la Marea Mânecii, acoperind cea mai mare parte a nordului Franței de astăzi, Paris și Soissons fiind orașele sale principale. Astfel, Neustria a reprezentat partea vestică a regatului francilor, sub stăpânirea Dinastiei merovingiene din secolul al VI-lea până în secolul al VIII-lea. Acest stat s-a format la moartea lui Clovis I (a domnit între 482 și 511), când fiii săi și-au împărțit teritoriul tatălui.
Revizuirile neîncetate ale teritoriilor de către descendenții lui Clovis au avut ca rezultat numeroase rivalități care, timp de mai mult de două sute de ani, au menținut Neustria într-un război aproape continuu cu Austrasia, partea estică a regatului francilor.
În ciuda războaielor, Neustria și Austrasia s-au unificat pentru scurt timp în mai multe rânduri, întâi sub Chlothar I în timpul domniei sale din 558 până în 562. Lupta pentru putere a continuat odată cu războiul declanșat de regina Fredegund a Neustriei (văduva regelui Chilperic I (566-584) și mama noului rege Clotaire II (584-628)).
După moartea și înhumarea mamei sale în Biserica Saint Denis la Paris (597), Clotaire II a continuat lupta împotriva reginei Brunhilda a Austrasiei, și a câștigat în cele din urmă în 613 când Brunhilda a fost trădată de proprii săi supuși. Ea a fost torturată timp de trei zile.În cele din urmă, Brunhilda a fost omorâtă iar Clotaire s-a așezat la conducerea unui stat unificat, însă doar pentru scurt timp.
În sfârșit, sub Dagobert I (628-637), războiul aproape continuu a avut ca efect o altă unificare temporară, însă în acel moment, autoritatea regilor războinici intrase în declin, în timp ce influența prefecților începuse să crească.
În 687 Pepin de Herstal, prefect al regelui Austrasiei, i-a învins pe neustrieni la Tertry și a unit Austrasia și Neustria. 
Descendenții lui Pepin, carolingienii, au continuat să stăpânească cele două ținuturi ca prefecți. Cu binecuvântarea Papei Ștefan al II-lea, după 751, carolingianul Pippin cel Scurt, i-a îndepărtat formal pe merovingieni și a preluat controlul asupra imperiului, el și descendenții săi conducând ca regif.
Neustria, Austrasia și Burgundia s-au unit apoi sub o singură autoritate, iar numele "Neustria" și "Austrasia" au dispărut treptat. 